# Aminozuccheri

α-D-glucosammina

Gli aminozuccheri o amminozuccheri o aminosaccaridi sono una classe di glucidi. Sono molecole organiche costituite da carboidrati in cui un ossidrile (solitamente C2) è sostituito da un gruppo aminico. Gli aminozuccheri sono costituenti essenziali dei glicosaminoglicani e di una classe importante di antibiotici chiamati aminoglicosidi. I derivati, chimicamente non strettamente aminosaccaridi come la N-acetilglucosammina (amidozucchero) e gli acidi sialici (derivati carbossilici delle precedenti) vengono comunemente compresi in questa categoria.
Gli aminozuccheri più comuni sono la glucosammina (derivata dal glucosio), la galattosamina (dal galattosio), l'acido neuraminico e l'acido sialico che non è propriamente un aminozucchero.